# Застава Њемачке
Застава Њемачке (њем. Flagge Deutschlands) тробојка је која се састоји од три једна хоризонталне траке које представљају националне боје Њемачке: црну, црвену и златну. Застава је први пут усвојена као национална застава Њемачке 1919. године, током постојања краткотрајне Вајмарске републике.
Њемачка има двије конкурентске традиције националних боја, црну—црвену—златну и црну—бијелу—црвену, које су одиграле важну улогу у савременој историји Њемачке. Црна—црвена—златна тробојка први пут се појавили у Кнежевини Реус-Грац основаној 1778, постала је истакнута током Револуције 1848. године. Краткотрајна Франкфуртска народна скупштина предложила је тробојку за заставу уједињене и демократске Њемачке као уставне монархије. Оснивањем краткотрајне Вајмарске републике послије Првог свјетског рата, тробојка је усвојена као национална застава Њемачке. Шеснаест година послије Другог свјетског рата, тробојка је поново озваничена као застава Западне и Источне Њемачке. Обје заставе су биле идентичне све до 1959, када је застави Источне Њемачке придодан грб. Од уједињења 3. октобра 1990, црно—црвено—златна тробојка постала је застава уједињене Савезне Републике Њемачке.
Након Аустро-пруског рата 1866, Сјеверноњемачка конфедерација у којој је доминантна била Пруска усвојила је црно—бијело—црвену тробојку за своју заставу. Ова застава је касније постала застава Њемачког царства, које је настало уједињењем Њемачке под пруским краљем који је постао цар 1871, и у употреби је била све до краја Првог свјетског рата. Црна, бијела и црвена поново су уведене као њемачке националне боје са успостављањем Нацистичке Њемачке на челу са Адолфом Хитлером 1933, замијењујући њемачке републиканске боје са царским бојама све до краја Другог свјетског рата.
Боје савремене заставе повезане су са републиканском демократијом први пут предложеном 1848, а основаном послије Првог свјетског рата и представља њемачко јединство и слободу. За вријеме Вајмарске републике, црно—црвено—златне боје биле су боје демократске, центристичке и републиканске политичке партије, као што се види у називу организације Рајхсбанер Шварц-рот-голд, коју су основали чланови Социјалдемократа, Центристичке и Демократске партије, како би одбранили републике од крајњих љевичара и десничара.

## Историја
Застава Немачке је усвојена у данашњем облику 1919. године, али је истоветну заставу користила и Немачка конфедерација од 1815. до 1866. године. Поново је усвојена уставом из 1949. године. 
Порекло боја заставе Немачке, није сасвим историјски утврђено, а сматра се да се или везују за боје на грбу Римско-немачког царства (види грб Немачке) или за боје са униформи немачких униониста из времена револуције 1848. године.
Друго Немачко царство и нацистички режим користили су другачије заставе.

## Службене заставе
Боје савезне заставе су регулисане чланом 22 Устава Немачке, усвојеним 23. маја 1949. године, док су њене пропорције регулисане 7. јуна 1950. године.

### Заставе државних установа и служби
Поред савезне заставе, у употреби су и службене заставе државних органа и служби, чија је употреба регулисана посебним указом (Anordnung über die deutschen Flaggen) од 7. јуна 1950. године:
Службена застава посједује исте боје као и савезна застава, помакнута је више ка врху јарбола. У средини и у црном и златном делу (до једне петине висине тих поља), се налази савезни грб са орлом окренутим јарболу заставе.
Службена застава савезних органа је симбол савезне државе и смеју је употребљавати само државне институције. Немачке покрајине, општине, грађани, приватне институције као ни страна лица или институције је не смеју употребљавати.